# Blockwiesen (Isny)
Blockwiesen ist ein Wohnplatz in der Stadtteilgemarkung Rohrdorf von Isny im Allgäu im baden-württembergischen Landkreis Ravensburg.

## Geographie
Der Ort liegt etwa sieben Kilometer nordöstlich von Isny und drei Kilometer östlich von Rohrdorf in der Adelegg. Östlich von Blockwiesen fließt die Eschach, die hier die Ländergrenze zur Gemeinde Buchenberg im bayerisch-schwäbischen Landkreis Oberallgäu bildet.

## Geschichte
Blockwiesen wurde erstmals urkundlich im Jahr 1692 erwähnt, als der Glasmeister Kaspar Schmidt die Blockwiese vom Kloster Isny kaufte und anschließend dort eine Glashütte errichtete. Im Jahr 1726 wurde die Glashütte von Blockwiesen nach Eisenbach verlegt.